# Manuel Medina (Boxer)
Juan Manuel Rubio Medina (* 30. März 1971 in Tecuala, Mexiko) ist ein ehemaliger mexikanischer Boxer im Federgewicht und fünffacher Weltmeister. Er wurde von Sergio Sotelo gemanagt.

## Profikarriere
Er begann seine Profikarriere im Jahre 1985 und gewann seine ersten beiden Kämpfe jeweils einstimmig nach Punkten (den ersten über vier und den zweiten über sechs Runden). Seinen dritten Fight verlor er durch einstimmigen Beschluss und seinen vierten sogar durch technischen K. o.
Am 12. August 1991 schlug er Troy Dorsey nach Punkten und wurde dadurch Weltmeister des Verbandes IBF. Diesen Gürtel verteidigte er dreimal in Folge und verlor ihn am 26. Februar 1993 an Tom Johnson. Im September 1995 errang er den WBC-Weltmeistertitel, als er Alejandro Gonzalez durch geteilte Punktentscheidung bezwang. Diesen Gürtel verlor er noch im selben Jahr gegen Luisito Espinosa nach Punkten.
Am 14. April im Jahre 1998 kämpfte er gegen Luisito Espinosa um die IBF-Weltmeisterschaft und siegte. Im darauffolgenden Jahr verteidigte er den Titel gegen Victor Polo und verlor ihn an Paul Ingle. Am 16. November 2001 gelang es ihm den IBF-Weltmeisterschaftstitel zum dritten Mal zu erobern, indem er Frankie Toledo in Nevada durch T.K.o. in der fünften Runde besiegte. Diesen Gürtel nahm ihm der Normalausleger Johnny Tapia am 27. April des darauffolgenden Jahres durch geteilte Punktrichterentscheidung ab. 
Am 12. Juli 2003 traf er auf Briten Scott Harrison. In diesem Kampf ging es um den Weltmeistergürtel der WBO. Medina besiegte Harrison durch geteilte Punktentscheidung und wurde somit WBO-Weltmeister. Allerdings verlor er den Titel im direkten Rematch gegen Harrison Ende November desselben Jahres.
Sein letzter Kampf, welchen er gegen Malcolm Klassen durch T.K.o. in Runde 2 verlor, fand Ende August des Jahres 2008 in Südafrika statt.